# 纳粹歌曲
纳粹歌曲是由纳粹党所创作的歌曲和进行曲。在二戰後的德国，公开演唱只与纳粹党有关的歌曲是违法的，违法者最高可被判处3年监禁。

## 背景
與納粹有關的歌曲分為兩類，一是专门为纳粹党所作的歌曲，二是历史更久、问世于第一次世界大战之前却後來被纳粹使用的德国爱国主义歌曲。有一首創作於1841年的歌曲《德意志之歌》。1922年，该歌曲被魏瑪共和國选定为国歌，但到了纳粹时期，国歌里只保留了歌词的第一节，接在后面的是冲锋队歌曲《霍斯特·威塞尔之歌》。

## 冲锋队歌曲
很多诞生于1933年之前的冲锋队歌曲都是以更古老的德意志民族歌曲的旋律为基础创作的，但有时冲锋队也会抄袭与其敌对的红色阵线战士同盟的歌曲的曲调，而后者又是自俄国进行曲改编而来。例如，法西斯主义歌曲《煤矿和矿坑里的兄弟们》（Brüder in Zechen und Gruben）就抄袭了共产主义歌曲《兄弟们，向着太阳，向着自由》（Brüder, zur Sonne, zur Freiheit）的旋律，而后者的旋律则是进行曲《同志们勇敢地前进》（Смело, товарищи, в ногу）的一部分。《同志们勇敢地前进》是列昂尼德·拉丁于1895/1896年间在莫斯科的甘卡监狱中创作的歌曲。

### 霍斯特·威塞尔之歌
霍斯特·威塞尔之歌是纳粹党的正式党歌。歌曲由纳粹活動家、冲锋队领袖霍斯特·威塞尔作词，他后来被一德国共产党党员杀害。威塞尔死后，纳粹党将他包装成了“烈士”，他的这首歌曲亦在纳粹党黨員们之间广泛流传。
二戰後，根據德国（德国刑法第86条第一款）和奥地利（1947年禁令）的規定，公开演唱该歌曲是违法行为，歌曲只能用于教学目的。

### 国家社会主义者战歌
《国家社会主义者战歌》（Kampflied der Nationalsozialisten）也因其第一句歌词而又名“我们是万字军”（Wir Sind Das Heer Vom Hakenkreuz），是一首较早的纳粹赞歌。歌曲作词者是纳粹政客、学者克莱奥·普莱尔，而曲调则基本照搬了由阿尔伯特·梅特费塞尔作于1811年的传统德语民歌《Stimmt an mit hellem hohen klang》。后来，《柏林青年工人之歌》（Das Berliner Jungarbeiterlied）的第一句歌词‘来战斗吧，机械的奴仆们’（Herbei zum Kampf, ihr Knechte der Maschinen）又被加入此曲。而《柏林青年工人之歌》的旋律又源自《斯大林空军进行曲》，作曲者尤利·阿布拉莫维奇·海特于1921年完成此曲。纳粹时期，卡尔·沃伊查赫的管弦乐队演奏过该歌曲的完整版本，並将上述两歌曲的旋律合并，是为《国家社会主义者战歌》。

### 希特勒的人民
希特勒的人民（Die Hitlerleute）是冲锋队改编自卡尔·米尔伯格（Karl Mühlberger）所作歌曲《皇帝的猎人之歌》（Kaiserjägerlied），該歌曲于1924年问世。希特勒的人民的作词者就是霍斯特·威塞尔本人，歌曲也起源自他所领导的单位-冲锋队在柏林的第67突击队第5旗队（Sturm 67/5），该单位后来因纪念威塞尔而又得名“霍斯特·威塞尔突击队”（Sturm ‘Horst Wessel’）。大约在1930年代初，唱片公司Electrola首先录制并发行了该歌曲的唱片。

### 来吧，希特勒的国民，团结起来
为更加迎合工人阶级，纳粹们向来不介意借用社会主义、共产主义歌曲的旋律来编纂新歌曲，《国际歌》就是主要改编对象。至1930年，纳粹版本的《国际歌》已经流传起来，就是这首《来吧，希特勒的国民，团结起来》（Auf, Hitlerleute, schließt die Reihen），又名《希特勒的国民》（Hitlernationale）。
1930年的一个周日下午，冲锋队走入柏林北部的工人阶级聚居区。冲锋队员们唱起了《希特勒的国民》，聽到了旋律的住户们打开了窗户查看究竟。很快他們发觉歌曲原來並非是國際歌。居民们很快唱起了《国际歌》原歌词中的副歌“同志们，听那信号！前进，为了最后的斗争！”（Völker hört die Signale! Auf zum letzten Gefecht），还有人向冲锋队员们投掷瓦砾。警方迅速赶来，阻止了事态恶化。
今日该歌曲只有歌词存世，没有录音。。

### 希特勒的人民
这首《希特勒的人民》（Hitlerleute）与另一首《希特勒的人民》（Die Hitlerleute）并非同一首歌，后者通常被称作《同志们让歌声回荡》。这首歌的曲调与意大利法西斯颂歌《青年》一样。

## 希特勒万岁！
這首歌的歌曲由德累斯顿的作曲家、纳粹党员Bruno C. Schestak谱曲，1937年4月20日，此曲在希特勒48岁生日庆典上首度问世。

## 党卫队行进在敌区
《党卫队行进在敌区》（SS Marschiert in Feindesland）又名《魔鬼之歌》（Teufelslied），是武装党卫队在苏德战争期间的一首进行曲。该歌曲的旋律来自《秃鹰军团之歌》（Lied der Legion Condor），后者的词曲作者是Wolfram Philipps和Christian Jährig，二人都是秃鹰军团中的飞行员，军阶为中尉。《秃鹰军团之歌》曲调阴沉，带有小调特征，于是被批判为非德国的、俄国或布尔什维克音乐。1939年，一位會音乐的德军人员Karl Bögelsack谱写了一段乐器前奏，接着《秃鹰军团之歌》就被并入一首名为《秃鹰军团阅兵进行曲》（Parademarsch der Legion Condor）的进行曲。该进行曲由两部分组成：第一（大调）部分是Karl Bögelsack写的器乐前奏，第二（三段體）部分则是《秃鹰军团之歌》。親衛隊第33師、親衛隊第20師、拉脱维亚军团以及挪威軍團后来在战争时期都采用过一首与《秃鹰军团之歌》旋律一样的进行曲。巴西伞降步兵旅使用过一首名为《空中之龙》（Dragões do Ar）的歌曲，与上述音乐旋律接近。
2013年，奥地利右翼民粹主義、民族保守主義政党奥地利自由党的新闻干事Stefan Gotschacher因在自己的Facebook页面上发布《党卫队行进在敌区》的歌词而被开除。

## 朽骨在颤抖
汉斯·鲍曼所作的《朽骨在颤抖》（Es zittern die morschen Knochen）是希特拉青年團的正式团歌。
歌曲的原副歌（1932年）是“今日我们掌控德国，明日我们拥有全世界”（ Denn heute gehört uns Deutschland / und morgen die ganze Welt）。在后来的版本（1937年）中，为适应希特勒青年团之所需，原版副歌歌词而被改为缓和的“今日德国听到我们之声…”（Denn heute da hört uns Deutschland...）。

## 前进！前进！
这首歌又名《前进！前进！吹响嘹亮的号角》（Vorwärts! Vorwärts! Schmettern die hellen Fanfaren），是一首希特拉青年團的进行曲。该歌曲由希特拉青年團全国领袖巴爾杜爾·馮·席拉赫作词，乐曲来自乌发电影公司的作曲家漢斯-奧托·博格曼所作的一段旋律。歌曲发行于1933年。
《前进！前进！》于1933年在政治宣传电影《机智的希特拉青年》中问世。歌曲的主旋律贯穿全片，代表了希特拉青年团团员的品质，与片中社会主义“公社”场面出现时响起的《国际歌》以及爵士乐主旋律形成对比。

## 艾瑞卡
《艾瑞卡》（Erika）是一首德国军队的进行曲。赫尔姆斯·尼尔于1930年代完成谱曲，之后很快就被德意志國防軍尤其是納粹德國陸軍所采用。第二次世界大战期间，《艾瑞卡》堪称最流行的进行曲。

## 装甲兵进行曲
《裝甲兵進行曲》是德意志國防軍裝甲部隊的一首进行曲，于1933年谱曲。國家社會主義汽車軍團亦曾使用过自己版本的《装甲兵进行曲》，但此曲在原曲基础上变调后被命名为《装甲车之歌》（Panzerwagenlied）。2017年，为继续实行去纳粹化政策，德國聯邦國防部部长乌尔苏拉·冯德莱恩下令禁止德國聯邦國防軍出版收录有《装甲兵进行曲》以及其他进行曲的歌曲集。